# Eugène Dumon
Eugène Dumon, né à Haine-Saint-Pierre, le 16 avril 1895 et présumé mort à Gross-Rosen, le 9 février 1945, est un médecin colonial et un industriel belge qui combat lors de la Première Guerre mondiale et qui s'investit, dès 1940, dans la résistance belge au sein du réseau de renseignement Luc-Marc et du réseau Comète dont il est membre actif comme le sont ses filles Andrée et Aline ainsi que son épouse, Marie Plessix. Trahis par un agent retourné de Comète, lui, son épouse et Andrée sont arrêtés en août 1942. Il est incarcéré à la prison de Saint-Gilles pendant une année puis déporté. Il disparait des registres et est présumé être mort à Gross-Rosen, le 9 février 1945.

## Éléments biographiques
Eugène Dumon est né à Haine-Saint-Pierre, le 16 avril 1895 de François Dumont qui est instituteur à l'école communale et de Aline Carpin.
Après sa scolarité, il entreprend des études de médecine. Il combat lors de la Première Guerre mondiale et est blessé à la joue. Vers 1920, il épouse une infirmière, Marie Plessix qui avait également servi à l'ambulance de l'Océan lors de la première Guerre mondiale. Le couple a trois enfants Micheline (1921), Andrée (1922) et Francine (1924) qui présente une trisomie 21. Eugène travaille alors en tant que médecin colonial pour la Forminière et vit, séparé de sa famille, au Congo belge. À l'hiver 1926, Marie Plessix et ses trois enfants entament un long périple de trois semaines pour le rejoindre à Matamba où tous connaissent Eugène sous le nom de Mukelengue mayele, Monsieur Malin. La famille rentre en Belgique en 1932 en accomplissant un long périple africain en camping-car qui dure 6 mois. Mais Eugène Dumon continue son travail en Afrique et ne rentre définitivement en Belgique qu'en 1938. En 1940, officier de réserve, il demande à être réengagé mais, ayant plus de 45 ans, cela lui est refusé, il insiste alors et souhaite être engagé comme simple soldat, nouveau refus. Ces événements expliquent son entrée précoce en résistance aux premières heures du conflit. Ceci débutera pour la famille Dumon par une implication au sein de la Croix-Rouge de Belgique.

### Seconde Guerre mondiale
Par son travail pour la Croix-Rouge, Eugène Dumon est rapidement informé qu'il y a sur le sol belge de nombreux soldats britanniques  n'ayant pu être évacués lors de la bataille de Dunkerque. Ils sont hébergés clandestinement dans des familles qui s'exposent grandement face à l'occupant. Par ailleurs, Eugène Dumon prend part activement au renseignement au sein d'un premier réseau dont le chef, Jean Nys, est rapidement arrêté puis, en septembre-octobre 1940, au sein d'un second, le réseau de renseignement Luc-Marc. 
En octobre 1940 également, Marie Plessix rencontre Frédéric De Jongh qui coordonnera le réseau Comète en Belgique. Le soir même, Eugène le rencontre et devient membre du réseau. Frédéric De Jongh souhaite également pouvoir disposer des services d'Andrée qui accepte avec enthousiasme.
En mars 1942, Eugène Dumon quitte son emploi et travaille pour Marcel Jonckheer au sein du réseau Luc-Marc. Il devient ensuite l'adjoint de son dirigeant, Pierre Depreter qui remplace Georges Leclercq, le fondateur contraint à rallier l'Angleterre. Eugène Dumon loue alors une chambre pour héberger ses activités de renseignement et de fabrication de faux documents. Il confie à cette époque à sa fille Andrée Dumon des missions de courrier.

#### Captifs des Allemands
Le 11 août 1942, tôt le matin, la Geheime Feldpolizei sonne avec véhémence à la porte des beaux-parents d'Eugène dont la famille habite la maison attenante. Ayant vu les véhicules allemands devant la maison, le grand-père a juste le temps de crier par la porte de communication entre les deux habitations : « police allemande ! ». Andrée, encore en pyjama, tente de fuir par l'arrière tandis qu'Eugène tente de s'échapper par les toits. La maison est cernée. Eugène, son épouse et Andrée sont arrêtés et emmenés dans des véhicules distincts. Marie Plessix est directement emmenée à la prison de Saint-Gilles mais Eugène et sa fille sont amenés à la rue Traversière où se trouve le siège de la GFP pour des interrogatoires séparés qui durent la journée entière. Ils sont menacés de mort. On les menace également d'arrêter d'autres membres de la famille dont les grands-parents et la petite sœur. Par chance, Micheline étudiante en infirmerie ne loge pas à la maison à cette époque. Eugène est interrogé pendant de longues semaines et reste interné, ainsi que sa fille, pendant plus d'une année. Le 23 août 1943, tandis que Marie Plessis est libérée, ils sont tous deux déportés par le même transport, en camion tout d'abord, où Eugène et sa fille, Andrée peuvent échanger quelques mots avant de se faire sèchement rabrouer par les gardes. Ils sont conduit à la gare de Bruxelles-Midi où un train cellulaire les attend. Ils sont entassés à plusieurs dans des cellules séparées. Le train se met en route pour une destination inconnue, l'Allemagne en fait. Eugène demande alors à un garde de pouvoir voir sa fille, celui-ci lui répond que pour l'instant, il ne peut rien faire en raison de la présence d'un membre de la Gestapo dans le train mais que ce dernier descendra à Aix-la-Chapelle. Le garde va alors chercher, à son plus grand étonnement, Andrée pour la conduire dans la cellule où son père se trouve désormais seul, les autres détenus ayant été répartis dans d'autres cellules. C'est l'occasion de longues retrouvailles durant lesquelles, ils pourront se dire au revoir.

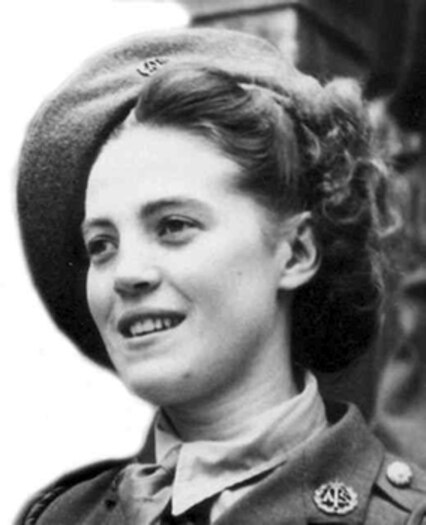
Micheline Dumon, « Michou », en 1945.

Leurs chemins se séparent à la prison de Essen, Eugène connaît plusieurs camps et prisons dont le strafgefangenenlager (camp de punition pour prisonniers) d'Esterwegen. En septembre 1944, Andrée reçoit, la surprise est immense, un message de son père. Elle lui répondit par le même canal mais ignore si le message lui parvint. Ce fut le dernier échange. Eugène, se trouvait au camp de Gross-Rosen où il soignait ses codétenus. Le 8 février 1945, face à l'avancée des troupes russes, le camp est évacué vers un autre camp. Eugène Dumon refuse d'abandonner à leur sort ses patients incapables de marcher. Le lendemain, le 9 février 1945, les allemands, en pleine débâcle, boutent le feu au wagon où sont désormais entassés les grabataires. Eugène Dumon périt dans l'incendie. Andrée Dumon, qui est aujourd'hui centenaire, survit à la guerre, elle écrira son récit, bien des années plus tard, en 2017 : « Je ne vous ai pas oubliés ». Sa soeur, Micheline Dumon ne fut jamais arrêtée et était devenue l'un des piliers du réseau Comète à un moment clef de son histoire avant d'avoir à rejoindre l'Angleterre parce que trop exposée.

## Reconnaissances
- Médaille de la Liberté (à titre posthume)

### Citation pour la Médaille de la Liberté
« M. Eugène Dumon a commencé ses actions d'exfiltration dès août 1940 lorsqu'il a contacté plusieurs familles qui hébergeaient des soldats alliés en les aidant en leur procurant de faux papiers, de la nourriture et des vêtements. En 1940, M. Dumon a convoyé douze candidats à l'évasion chez d'autres helpers. En octobre 1940 il a rencontré le chef d'une importante filière d'évasion. Il a alors commencé à procurer la quasi totalité des faux papiers nécessaires. Il a également dissimulé et convoyé de nombreux fugitifs vers de multiples destinations. M. Dumon a rendu des services inestimables aux services alliés sans jamais se laisser abattre par les difficultés ou le danger. »

## Archives
- Voir son dossier américain pour l'obtention de la Médaille de la Liberté à titre posthume en 1946.